# Amorfino (género musical)
El Amorfino es un género musical tradicional que representa el canto folclórico de los montuvios de la costa ecuatoriana. Goza de mucha popularidad en las provincias de Manabí, Los Ríos, Guayas y El Oro. Tiene parentesco con la guaracha cubana y el joropo venezolano.

## Historia

### Origen musical
El "amorfino" tiene su origen en la copla española (Cante jondo andaluz y cantos de ayayay del siglo XVII - XVIII), aparece en el litoral ecuatoriano en el siglo XVII como resultados de los juglares y trovadores medievales, a su vez este proviene del amor cortés y romántico antiguo. Su transmisión se dio de forma oral, con viajantes, teatreros; el amor fino está compuesto por versos métricos que riman. Cuando la copla española llega al litoral se convierte en amorfino, en sus inicios fue acompañado por guitarras, flautas de guadúa, reque-reque, voces cantadoras en las danzas antiguas de fandangos, chigualos, polka cruzada, zapateo, esta manifestación artística representa el conjunto de tradiciones y saberes que se representa alrededor de la cultura del pueblo montuvio. 

### Registros y estudios musicológicos
Fue en el año 1712 cuando se tiene registro del primer amorfino llamado La iguana. Se interpreta hasta hoy en ocasiones especiales acompañado de su baile tradicional. El registro de este amorfino se debe al visitador Valdéz Ocampo quien la escuchó en una ceremonia organizada en su honor.

Si quieren saber, señores 
la virtud de las iguanas 
pues se suben por el tronco 
y se bajan por las ramas. 

Estas malditas iguanas 
se han comido mi habal 
y ahora tengo el trabajo 
de volverlo a sembrar.

Si quieren comer iguana vamos al platanal.
Amorfino - La Iguana

Un siglo más tarde, existe otro registro del amorfino en el año de 1881. En esta oportunidad sería el antropólogo español Marcos Jiménez de la Espada, quien dentro de sus estudios sobre música en Sudamérica presentaría el amorfino dentro de un congreso de americanistas. El tema en particular se titularía "Amorfino". Hubo controversia alrededor de esto puesto que el crédito supuestamente se debía al musicólogo llamado Juan Agustín Guerrero. De la Espada omitiría el hecho de que Guerrero sería quien le facilitaría el tema. Una década más tarde, existe un registro del año 1892 cuando el general Eloy Alfaro recoge de un periódico guayaquileño el amorfino "Ropa de los Alfaro", justamente dedicado a su persona. Estando exiliado decide enviarlo desde Costa Rica a su hija Esmeralda a través de una carta. 

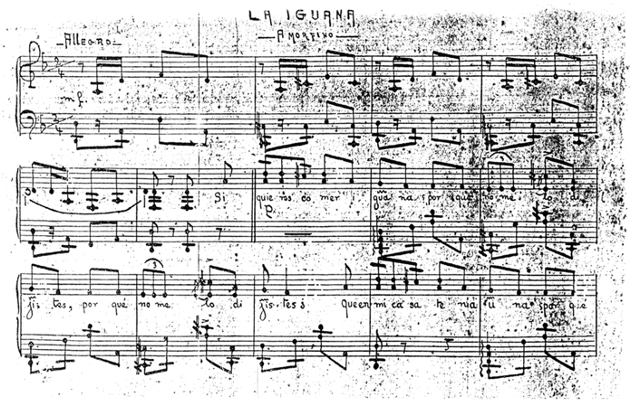
Partituras del Amorfino La Iguana

Ya en el siglo XX, para el año de 1926, sería el folclorista Rodrigo Chávez González quien organizaría el primer festival regional montuvio en el Latin Park de la ciudad de Guayaquil. En esta ocasión se presentaría la canción llamada "El Galope" y que sería interpretada por la banda "Los del Mar". Por otro lado tres años más tarde, en 1929, él músico y académico Manuel J. Alvarez publicaría en la imprenta La Esperanza de Chone, el folleto "Estudio folklórico sobre el montubio y su música". Este estudio importante es uno de los pioneros en la musicología montuvia, y el amorfino, uno de sus géneros principales. Aquí se transcribirían partituras para piano, de tres tonadas, con las canciones tradicionales "La Iguana", "Amorfino" y "Caminante". La forma de interpretación de estos temas sería a través de las voces de los campesino de la hacienda "Río de Oro". 

## Estructura

### Tipos de amorfinos

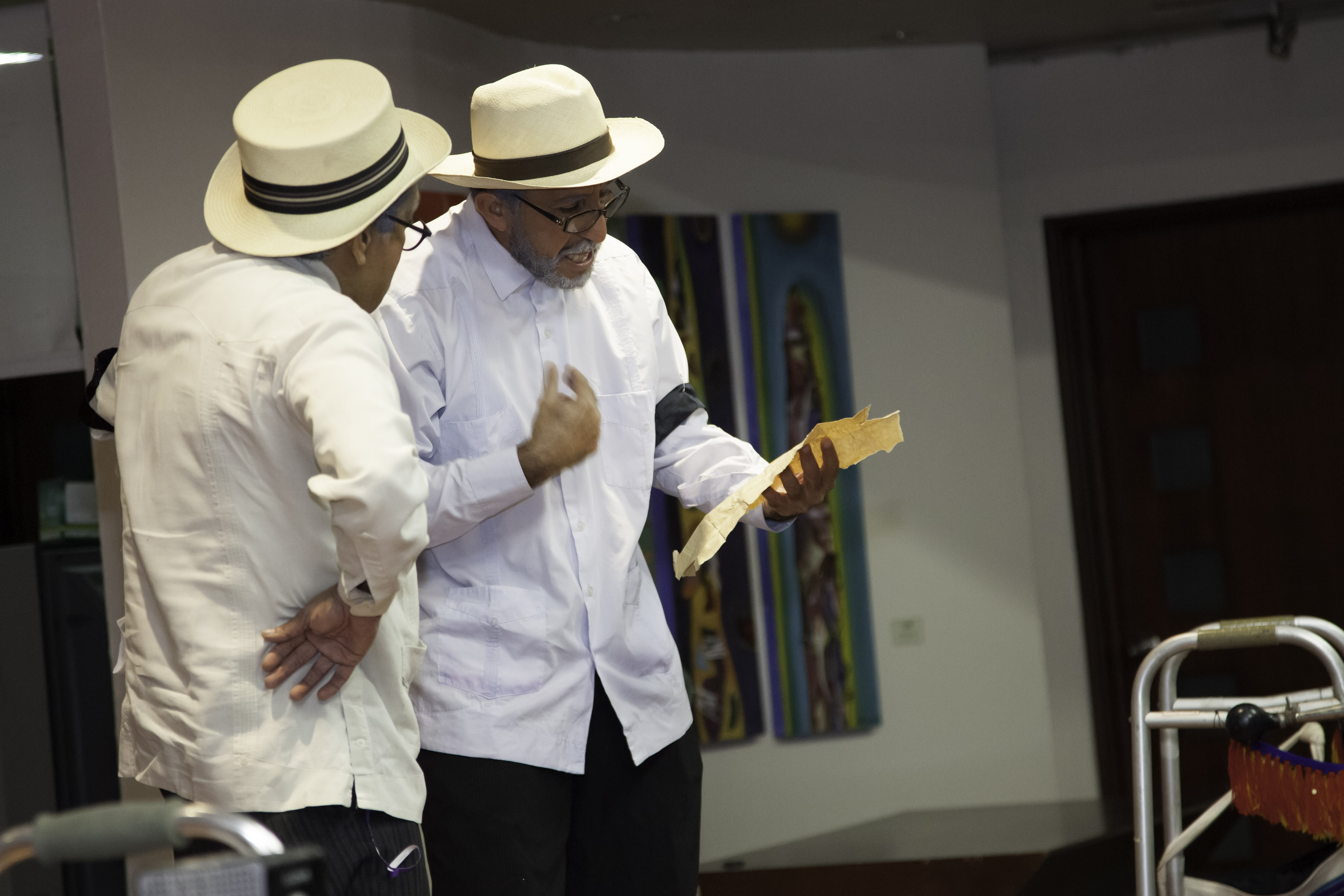
El amorfino en una representación teatral

El amorfino como género tiene dos interpretaciones, ya sea como simple copla, o como una canción. Esto hace que en sus orígenes esté emparentada con la copla española y al momento de añadir música se haga uso de los tradicionales instrumentos montuvios como la flauta, el quinto o la caja tambora. De manera más fundamental, las coplas al tener un formato de pregunta respuesta entre dos intérpretes son llamadas comúnmente contrapuntos. Además, la rima, si bien por lo general es asonante, no es raro encontrar también rimas consonantes. En general, la rima puede tener varios formatos siendo pareada, alternada (cuarteta), abrazada (redondilla), o libre (copla, donde los versos impares quedan sueltos).Existen tres formas reconocidas del amorfino:
- Amorfino copla: con estructura A, B, C, B  rima consonante o asonante alterna entre el segundo y cuarto verso.[1]

De qué le vale a los padres 
cerrar puertas y ventanas, 
sino le encierran los ojos 
que son las llaves del alma.

- Amorfino cuarteta: con estructura A, B, A, B, rima  consonante o asonante.[1]

Tengo frutas en mis manos 
verdes rojas y amarillas 
unas me las dio el verano 
y otras son de mis semillas.

- Amorfino redondilla: con una estructura A, B, B, A, que es la estructura base de los cuatro primeros versos la décima española. [1]

Quien temprano se levanta 
de su albedrío no es dueño 
pierde una hora de sueño 
y cualquier visión lo espanta.

A estas tres formas se le suma el contrapunto que mezcla dos cuartetas o dos redondillas. Toma también el nombre de desafío y tiene sus equivalencias en Cuba con la controversia, Colombia con la trova o piquería y Argentina con la payada. 

### Características tradicionales
Según el estudio "El amorfino. Manifestación de la identidad cultural del pueblo montuvio", existen seis características tradicionales que identifican al amorfino:
1. Capacidad de adaptación a los cambios históricos e incluirlos como temas líricos.
2. Festividad, vitalidad, sensualidad y el encuentro amoroso.
3. Oralidad en la transmisión
4. Anonimato de los amorfinos que se convierten en tradicionales. Trascienden el autor para convertirse en patrimonio popular.
5. Temas que incluyen el romance, la fiesta, la pedagogía o la política.
6. Uso de lenguaje común o popular. Codificación de la sabiduría y moral popular.

### Interpretación musical
La musicalización del amorfino es bastante flexible, aunque de manera tradicional se usan los siguientes instrumentos:
- Vihuela: anteriormente, en la actualidad se lo reemplaza por una guitarra
- Quinto montuvio: instrumento de cuerda pulsada con cinco cuerdas.
- Mandolín montuvio: construido a partir de los modelos de mandolines de Europa.
- Bandolín montuvio: construcción por los luthier locales de los bandolines europeos.
- Caja tambora: Cajón de palo prieto y del árbol de guachapelí
- Flauta montuvia: construida a partir del bambú del litoral ecuatoriano
- Silvatos montuvios: hechos a partir de madera de balsa

Los bailes que acompañan siguen el ritmo son sincopados, lo que le distingue de los ritmos andinos que empiezan en el tiempo fuerte del compás. El amorfino por su parte inicia en el tiempo débil, logrando más complejidad rítmica, algo característico de la música del litoral ecuatoriano. El compás típico que se utiliza es el 2/4 o 4/4 a un tempo moderato o allegro.

### Baile del amorfino
Existen dos tipos de baile del amorfino suelto y el entrelazado. Estos a su vez tienen tres pasos, o formas de bailar:
1. El paso de la tonada: que es cuando las parejas bailan en su propio terreno marcando el paso con el pie derecho.
2. La punta talón: cuando los bailarines dejan su lugar inicial y empieza el hombre a bailar alrededor de la pareja mientras toca el suelo con la punta del pie y el otro con el talón.
3. La puerca raspada: cuando los bailarines bailan pasos golpeándose las pantorrillas con el empeine del pie. Se considera este tipo de baile como el equivalente campesino de la polka. Este género musical tuvo mucha importancia en Ecuador durante el siglo XIX.

Estas formas de bailar el amorfino de manera más estructurada contrasta con los moños montuvios el resto de contradanzas populares en el litoral de Ecuador que incluyen a géneros más diversos, de origen europeo, como fueron el fandagno, el galope, la cuadrilla, etc.

## El amorfino y el amor cortés

### La cortesía y el cortejo

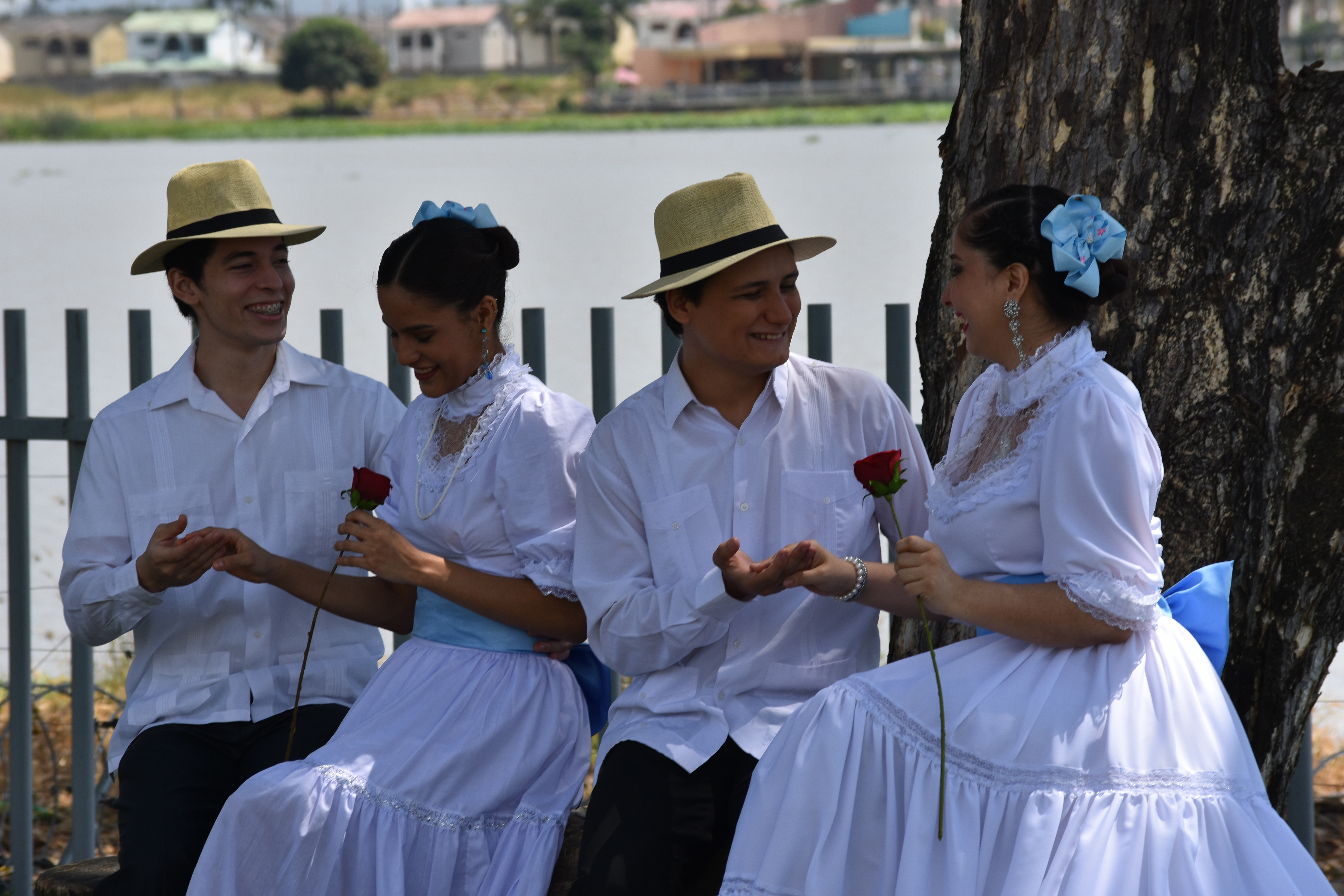
Amorfino como copla romántica tradicional de Ecuador

Por sus raíces en la copla española, el amorfino en su forma más primitiva tiene una relación cercana con la cultura del amor cortés. Esto se relaciona con la rápida castellanización de la provincia de Manabí y del litoral ecuatoriano que sucedió en el siglo XVII, por lo que este idioma se difundió más rápidamente que en los andes. Esto permitió el desarrollo de los amorfinos en el siglo XVIII cuando serían registrados por primera vez, como un acto común que se encontraba en las personas que habitaban esta región. La interacción entre los amorfineros, es decir la pregunta respuesta y el requisito de la rima en cada uno de los versos aumentaba el grado de dificultad e incentivaba el desarrollo creativo de las personas que cultivaban los amorfinos. De esta manera se convirtió en la base del cortejo de parejas que cultivaba la cortesía entre ellas y tenía a la caballerosidad como virtud. Esto era común en la época y el autor Pedro de Mercado escribió en el siglo XVII un libro al respecto titulado "Galateo espiritual, cortesano a lo virtuoso o vida de Damiana Barrollo".

### El amorfinero y el trovador

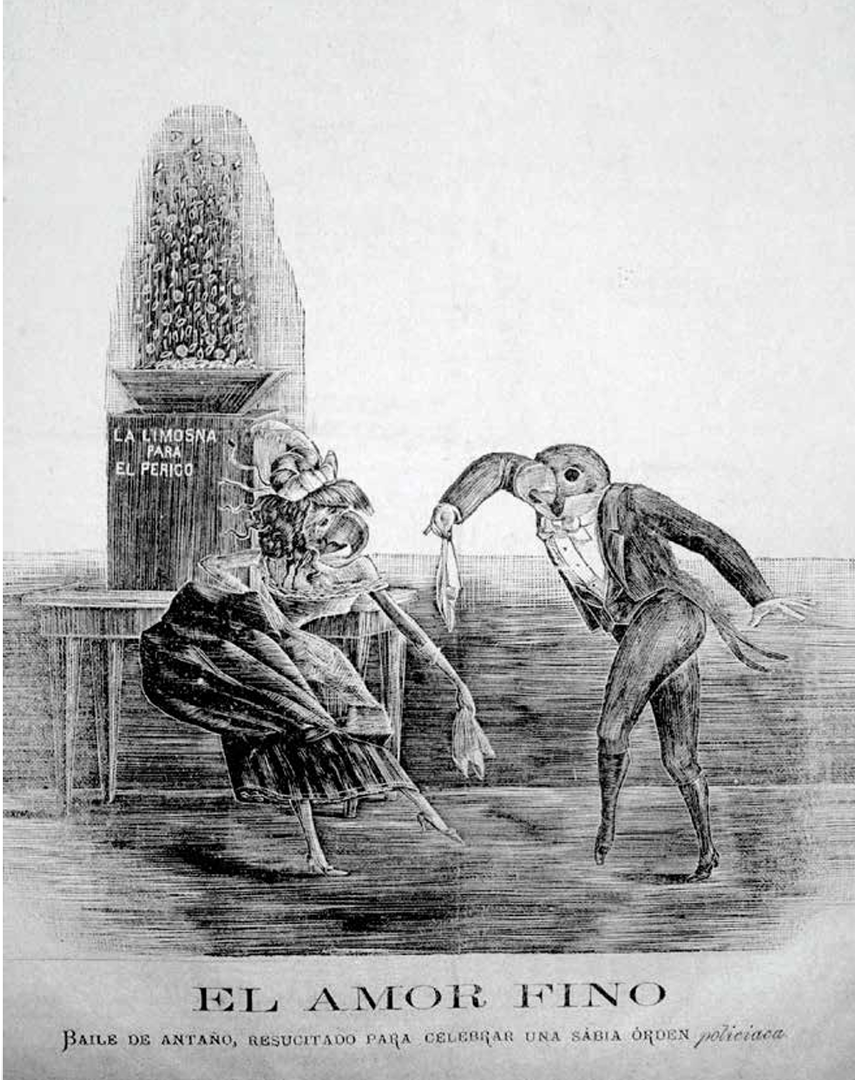
El Amor Fino, grabado que representa el "amorfino" como una costumbre típica del Ecuador.

El canto del amorfino y su relación con el canto del amor cortés, al cumplir la misma función se convirtió en lo que el cante jondo o los cantos de trovador que se desarrollaron en la Europa medieval, a juicio del historiador Wilman Ordoñez. Los cantos en octosílabo, cuarteta, copla o redondilla tradicionales de Europa fueron adaptados en la Real Audiencia de Quito, dando a luz el amorfino. Por último, el anonimato en los amorfinos que trascienden al autor y se convierten en el reflejo del mito popular no solo alimentó a la música de Ecuador sino que sirvió de inspiración también para la literatura, al igual que los cantos de amor cortés y la cortesía en general sirvieron de inspiración para la literatura caballeresca. Las diferencias radican en la época y lugar geográfico donde esto se desarrolló, sin embargo la caballerosidad forma parte del amorfino teniendo como símbolo el sombrero jipijapa y la interpretación de la guitarra. 

### Del amorfino al pasillo
Con la migración del campo a la ciudad, el amorfino sufrió una transformación. Ahora las coplas campesinas se convirtieron en poemas musicalizados, conformando lo que sería el pasillo ecuatoriano, que en el siglo XIX eran meramente composiciones instrumentales para bailes de salón. El caso más icónico es el del poeta Medardo Ángel Silva, quien venía de una familia de montuvios y creció en la ciudad de Guayaquil. Su talento lo llevó a destacar y fue un poeta de la generación decapitada. Una de sus composiciones llamada El alma en los labios, ahora es uno de los pasillos tradicionales de Ecuador. A través de la poesía de Medardo Ángel Silva se crea el vínculo entre la tradición literaria oral montuvia que durante el siglo XVIII y XIX estuvo vinculado a los amorfinos, con la poesía modernista que en el siglo XX. Además se creó el pasillo titulado simplemente "El montuvio del Ecuador" y que fue interpretada en el año de 1926 con la celebración del primer rodeo montuvio. Posteriormente una de sus interpretaciones más famosas la hizo Julio Jaramillo. 

## Selección de intérpretes y amorfinos
Las personas más destacadas que han cultivado el amorfino en Ecuador se encuentran:
- Lorenza Párraga de Quiroga
- Pedro Florentino Valdéz
- Zoilo Agustín Mieles
- Eumeny Alava Párraga
- Raymundo Zambrano
- Rodrigo Chavez González
- Guido Garay
- Dumas Mora
- Manchecaña
- Mentaos de la Manigua
- Carlos Wellington Sornoza
- Son Montubio
- Amorfino Puro
- El Montubio del Tigresito
- Carlos Grijalva

Dentro de la lista de amorfinos tradicionales encontramos:
- La Iguana
- Amorfino de la Magdalena
- Montubito soñador
- María Panchita
- El Galope
- Alza que te han visto
- Amorfino amorfinero
- Amorfino (no seas loco)
- Amorfino para casarse
- Ayayay aguacerito
- Truco y Maña
- El Bocadito
- Hilda Victoria
- Besar tu boca
- Compadre Gallinazo